# Jerez de los Caballeros
Jerez de los Caballeros ist eine Kleinstadt und eine Gemeinde (municipio) mit 9.112 Einwohnern (Stand: 2024) in der spanischen Provinz Badajoz in der Autonomen Gemeinschaft Extremadura. Der Ortskern von Jerez de los Caballeros wurde wegen seiner historisch-kulturellen Bedeutung im Jahr 1998 als Conjunto histórico-artístico klassifiziert.

## Lage
Die Kleinstadt Jerez de los Caballeros liegt auf einem Bergsattel im Westen der Sierra del Sur ca. 75 km (Fahrtstrecke) südlich der Provinzhauptstadt Badajoz in einer Höhe von ca. 460 bis 490 m ü. d. M. Bis nach Sevilla sind es ca. 158 km in südöstlicher Richtung. Das Klima im Winter ist gemäßigt, im Sommer dagegen warm bis heiß; die geringen Niederschläge (ca. 600 mm/Jahr) fallen – mit Ausnahme der nahezu regenlosen Sommermonate – verteilt übers ganze Jahr.

## Bevölkerungsentwicklung
| Jahr      | 1857  | 1900   | 1950   | 2000  | 2016  |
| Einwohner | 8.295 | 10.271 | 15.966 | 9.594 | 9.531 |

Im Jahr 1960 erreichte die Bevölkerung mit annähernd 20.000 Einwohnern ihren zahlenmäßigen Höchststand. Der anschließende deutliche Bevölkerungsrückgang ist im Wesentlichen auf die Mechanisierung der Landwirtschaft und den damit einhergehenden Verlust an Arbeitsplätzen zurückzuführen. Zur Gemeinde zählen auch die erst im 20. Jahrhundert neugegründeten Dörfer La Bazana, Brovales und Valuengo. 

## Wirtschaft
Während das Umland über Jahrhunderte in hohem Maße landwirtschaftlich geprägt war, ließen sich in der Kleinstadt selbst Händler, Handwerker und Dienstleister aller Art nieder. Jerez de los Caballeros ist bekannt für seine Fleischprodukte, vor allem für Schinken, Würste etc. Seit den 1970er Jahren spielen der innerspanische und internationale Tourismus eine nicht unbedeutende Rolle für das wirtschaftliche Leben der Stadt.

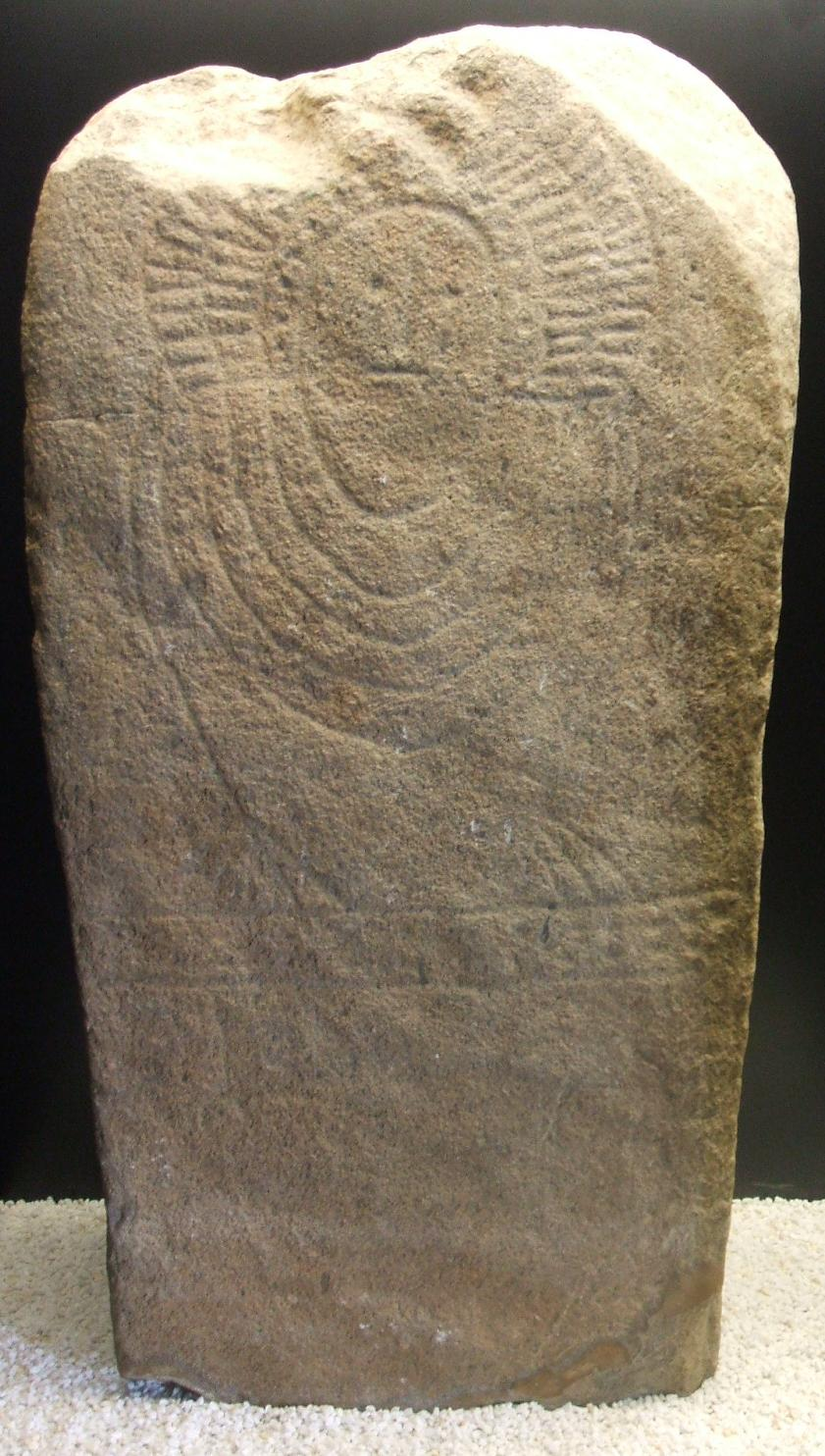
Statuenmenhir (im Museo Arqueológico Nacional de España in Madrid)

## Geschichte

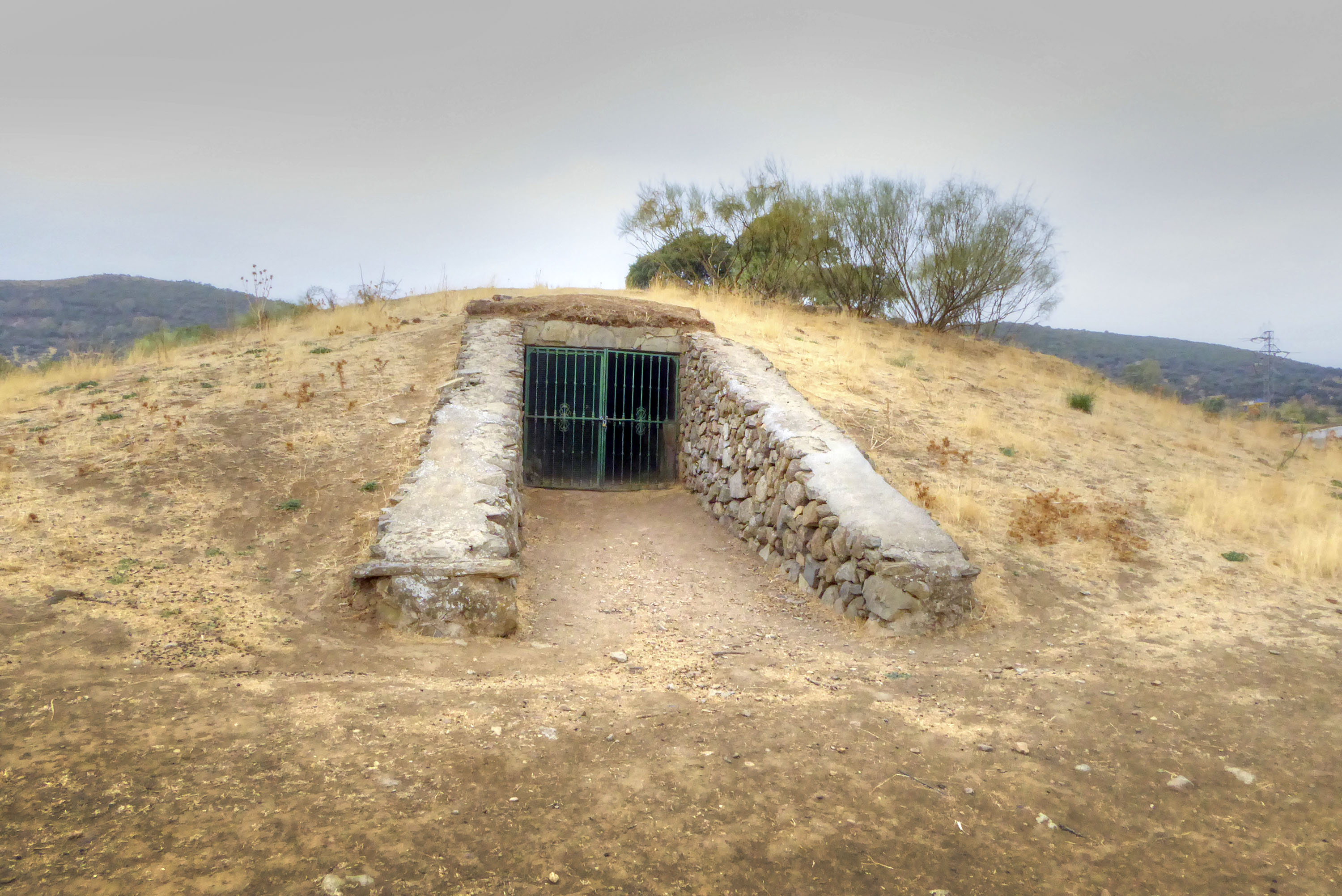
Dolmen de Toriñuelo

Die Gegend war bereits in der Jungsteinzeit besiedelt (Dolmen Granja von Toriñuelo und Estela de la Granja del Toriñuelo); der phönizische Name lautete möglicherweise Ceret. römische (Villa del Pomar, Grabstelen etc.) und westgotische Funde wurden gemacht. In maurischer Zeit war der Ort unter dem Namen Xeris oder Xerixa bekannt. Im Rahmen der Rückeroberung des Südens der Iberischen Halbinsel (reconquista) unter König Alfons IX. von León (Reg. 1188–1230) und mit tatkräftiger Unterstützung der Tempelritter wurde der Ort im Jahr 1230 christlich. Danach begann die Wiederbesiedlung (repoblación) durch Bauern, Handwerker und Händler aus dem Norden. Nach der Auflösung des Templerordens durch eine Bulle Papst Clemens’ V. im Jahr 1312 fiel die Stadt an das Königreich Kastilien. Nach einem portugiesischen Zwischenspiel in der ersten Hälfte des 14. Jahrhunderts übergab König Heinrich II. im Jahr 1370 die Stadt der Obhut des Santiagoordens.
Im Rahmen der Entdeckung und Eroberung Amerikas und der Philippinen spielten Konquistadoren und Kolonisatoren aus Jerez de los Caballeros eine bedeutsame Rolle. Im Jahr 1526 verlieh Karl V. der Stadt den Titel muy noble y muy leal ciudad mit den dazugehörigen Privilegien. Eine Blütezeit erlebte Jerez de los Caballeros in der friedlichen Zeit der spanisch-portugiesischen Personalunion (1580–1640); während des Spanischen Erbfolgekriegs (1701–1714) wurden die Stadt dreimal von den Portugiesen eingenommen.

## Sehenswürdigkeiten

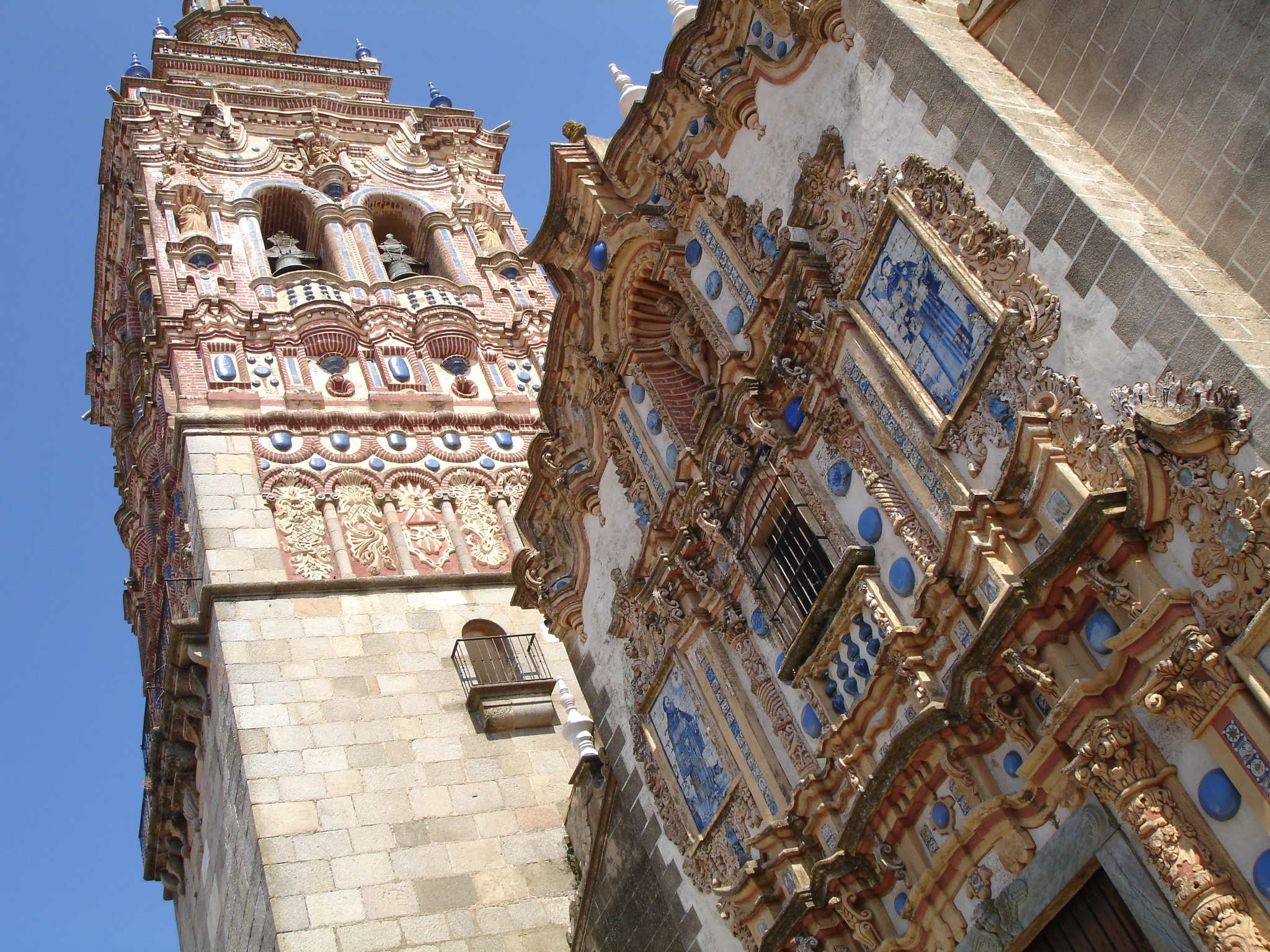
Turm und Fassade von San Bartolomé

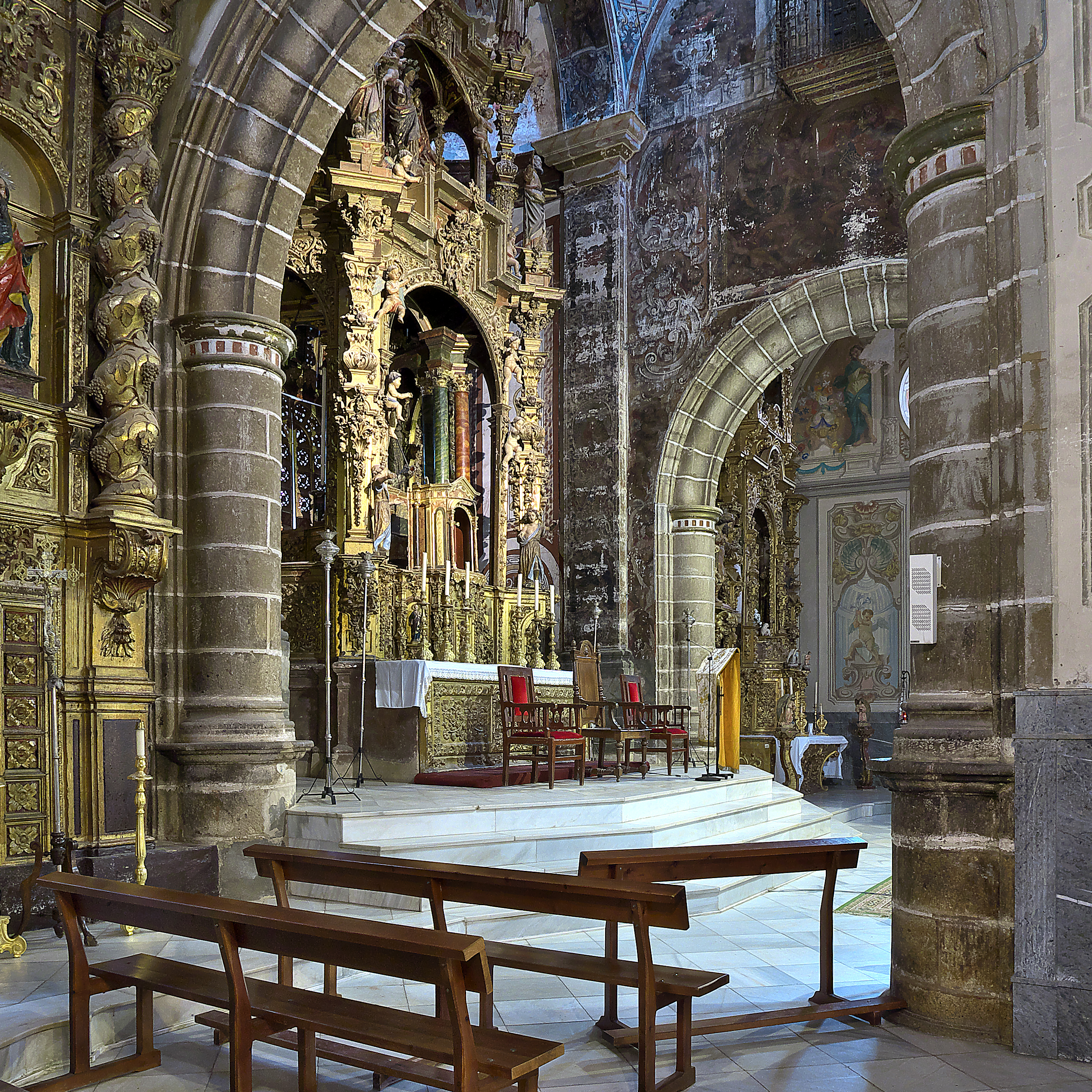
Chor von San Miguel Arcángel

- Die Burg (castillo) mit ihrem markanten Bergfried (torre del homenaje) und die Stadtmauer (muralla) mit ihren zwei erhaltenen Toren stammen wahrscheinlich noch aus der Zeit der Tempelritter. Die Burg entstand an der Stelle einer maurischen Festung (alcazaba).[8]
- Mehrere Kirchen mit zum Teil imposanten Türmen und sehenswerten Altarretabeln sowie zahlreiche Einsiedeleien prägen das Stadtbild.[9] Zu erwähnen sind insbesondere die spätbarocken Kirchen San Bartolomé, San Miguel Arcángel, Santa Catalina und Santa María de la Encarnación.
- Einige Stadtpaläste wohlhabender Familien sind ebenfalls beachtenswert.[10]
- Das Museo del Arte Sacro präsentiert Skulpturen, Bilder, Bücher und Kunsthandwerk der Sakralkunst.[11]
- Das angebliche Geburtshaus von Vasco Núñez de Balboa, dem Entdecker und Konquistador, wurde zu einem Museum der Stadt- und Entdeckungsgeschichte umgestaltet.[12]

2024 wurde der Ort von der Asociación Los Pueblos más Bonitos de España als besonders schöner Ort ausgezeichnet.
Umgebung
- Ca. 1 km südöstlich des Ortes befinden sich die freigelegten Grundmauern der im 3. oder 4. Jahrhundert erbauten römischen Villa von El Pomal. Einige Bodenmosaike sind noch in Teilen erhalten.[15]
- Auf einer circa sieben Kilometer östlich der Stadt gelegenen Farm (granja) befindet sich der von einem Erdhügel (tumulus) mit ca. 48 m Durchmesser überdeckte Dolmen de Toriñuelo, ein ca. 4500 Jahre altes Tholosgrab aus der Zeit der Megalithkulturen  (siehe auch: Tholos von El Romeral). Die annähernd runde Grabkammer im Innern hat einen Durchmesser von ca. 3,50 m und ist von 12 (ehemals 13) exakt behauenen Orthostaten umstellt; eine Kragkuppel bildet die Decke.[16][17][18] Die dazugehörige figürlich gestaltete Stele (Statuenmenhir) befindet sich im Museo Arqueológico Nacional de España in Madrid.

## Persönlichkeiten
- Vasco Núñez de Balboa (1475–1519), Entdecker und Konquistador wurde um 1475 bei Jerez de los Caballeros geboren.
- Hernando de Soto (1496 oder 1500–1542), Entdecker und Konquistador wurde (möglicherweise) um 1496 bei Jerez de los Caballeros geboren.